# 雪花秘扇
《雪花秘扇》（英語：Snow Flower and the Secret Fan）是一部中国和美国合拍的剧情片，美籍华裔导演王颖执导，改编自美国小说家邝丽莎的同名小说。中国于2011年7月15日上映。

## 剧情
十九世纪初的中国，妇女还保留着裹小脚的束縛。在湖南的某个小镇，百合（李冰冰 饰）与雪花（全智贤 饰）按照当地风俗结为老同，自幼生活在一起，靠着女书交流彼此的心事，她们之间深厚的情感无人能够取代。随着年龄的长大，百合与雪花必须嫁作人妇，从此开始了各自的苦难人生。21世纪初，尼娜（李冰冰 饰）即将因公赴美，却在临行前夕得知好友索菲娅（全智贤 饰）车祸住院的消息。索菲娅是她自学生时代便在一起的好友，她们更按照古老的风俗结为老同。这场车祸，让久久失去联系的两人重新聚首……

## 角色
- 李冰冰[4]
- 全智贤
- 邬君梅
- 休·杰克曼
- 高圣远
- 姜武
- 吕晓霖
- 蒋怡

## 電影原聲帶
發行日期：2011年，SNOW FLOWER and the SECRET FAN/ 雪花與密扇 電影原聲帶/ Rachel Portman，唱片公司：索尼音樂，唱片編號：88697904852。
1. 麗麗遇見雪花（Lily Meets Snow Flower）
2. 信箱
3. 密扇
4. 大郎回來了（Dalang’s Return）
5. 自行車（Bicycle）
6. 不准看（Forbidden To See）
7. 尼娜傳信（Nina Passes Note）
8. 麗麗結婚了（Lily Leaves To Marry）
9. 索菲亞的安慰（Sophia Offers Comfort）
10. 雪花的厄運（Snowflower’s Bad Fortune）
11. 機場的信件（Letters At The Airport）
12. 逃離
13. 雪花的兒子死了（Snowflower’s Son Dies）
14. 麗麗找到了手稿（Nina Finds Manuscript）
15. 衣服
16. 我不能成為你所希望的（I Cannot Be What You Wish）
17. 雪花遲到了（Snowflower Arrives Late）
18. 我們會成為老同（We Will be Laotong）

## 書籍
- 出版日期：2006年，書名：《雪花與祕扇Snow Flower And the Secret Fan》，作者：馮麗莎，原文作者：Lisa See，譯者：張慎修，出版社：高寶，ISBN 9867088220

## 獲獎
- 2012年，上海影評人協會獎-最佳評論大獎：全體劇組（獲獎）。